# Variimorda quomoi
Variimorda quomoi es una especie de coleóptero de la familia Mordellidae.

## Distribución geográfica
Habita en Italia.